# Festival Caribana (Toronto)
Pour les articles homonymes, voir Caribana Festival.

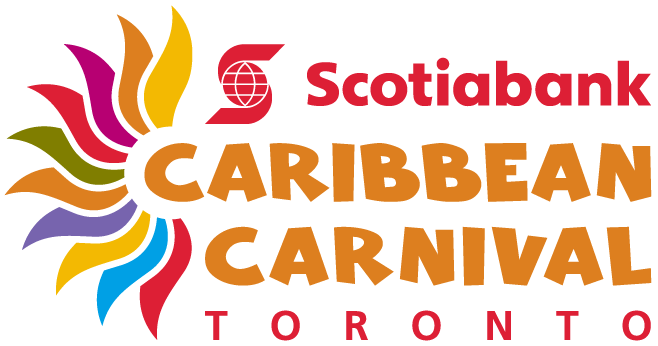
Logo

Le Festival Caribana est un festival annuel célébrant la culture et les traditions des Caraïbes qui a lieu dans la ville de Toronto au Canada, fortement inspiré du carnaval de Trinité-et-Tobago. Il attire chaque année des milliers de touristes du monde entier et jusqu'à 1,3 million de visiteurs pour la parade de clôture. Il dure deux semaines.

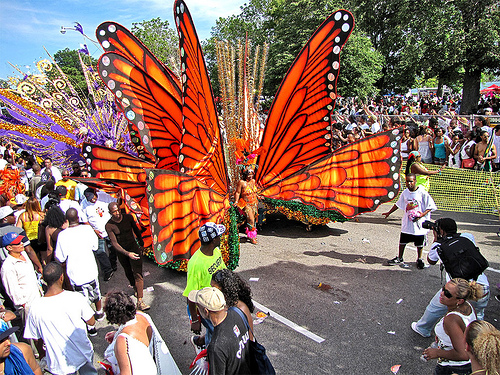
2009
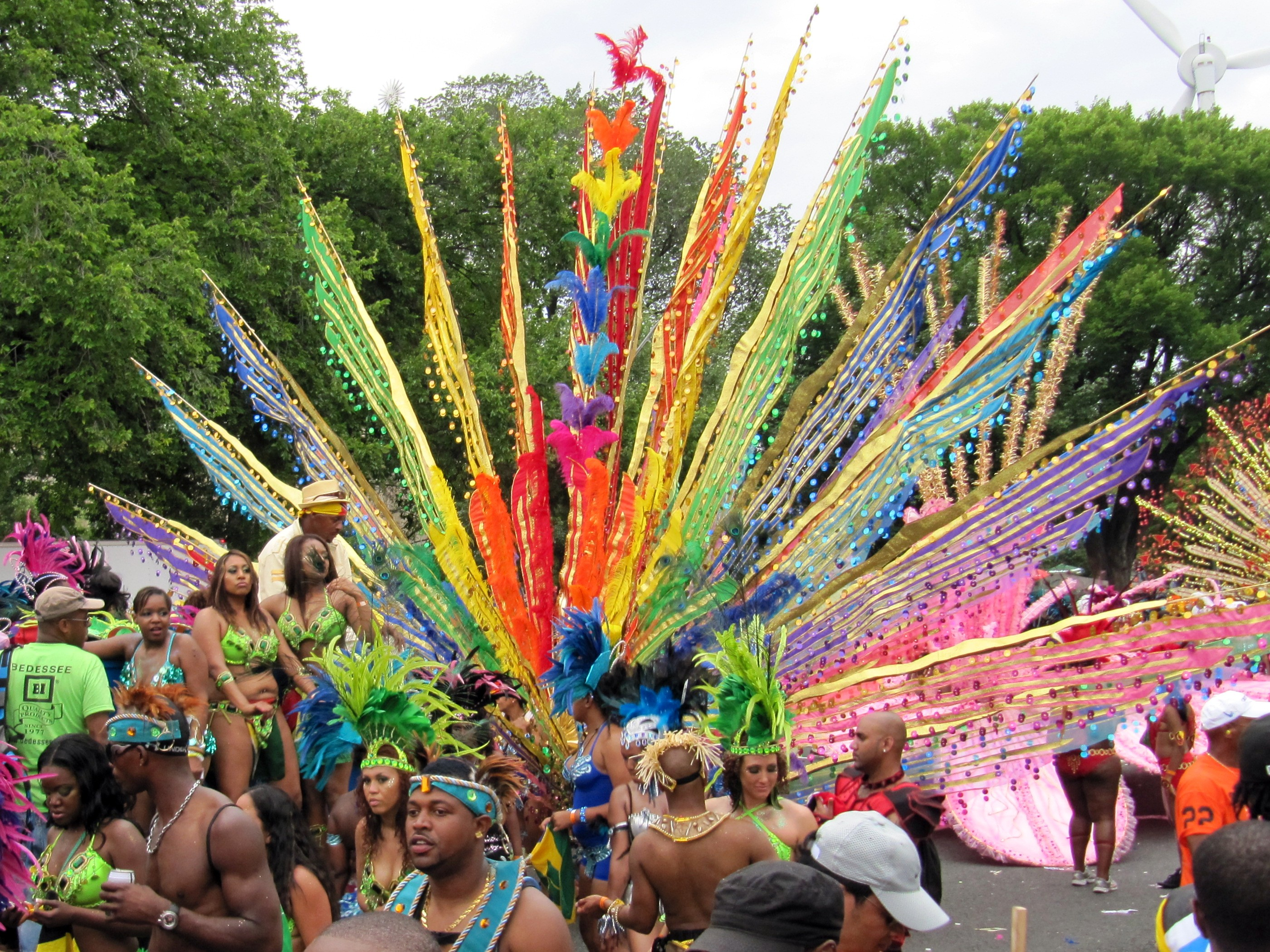
2010
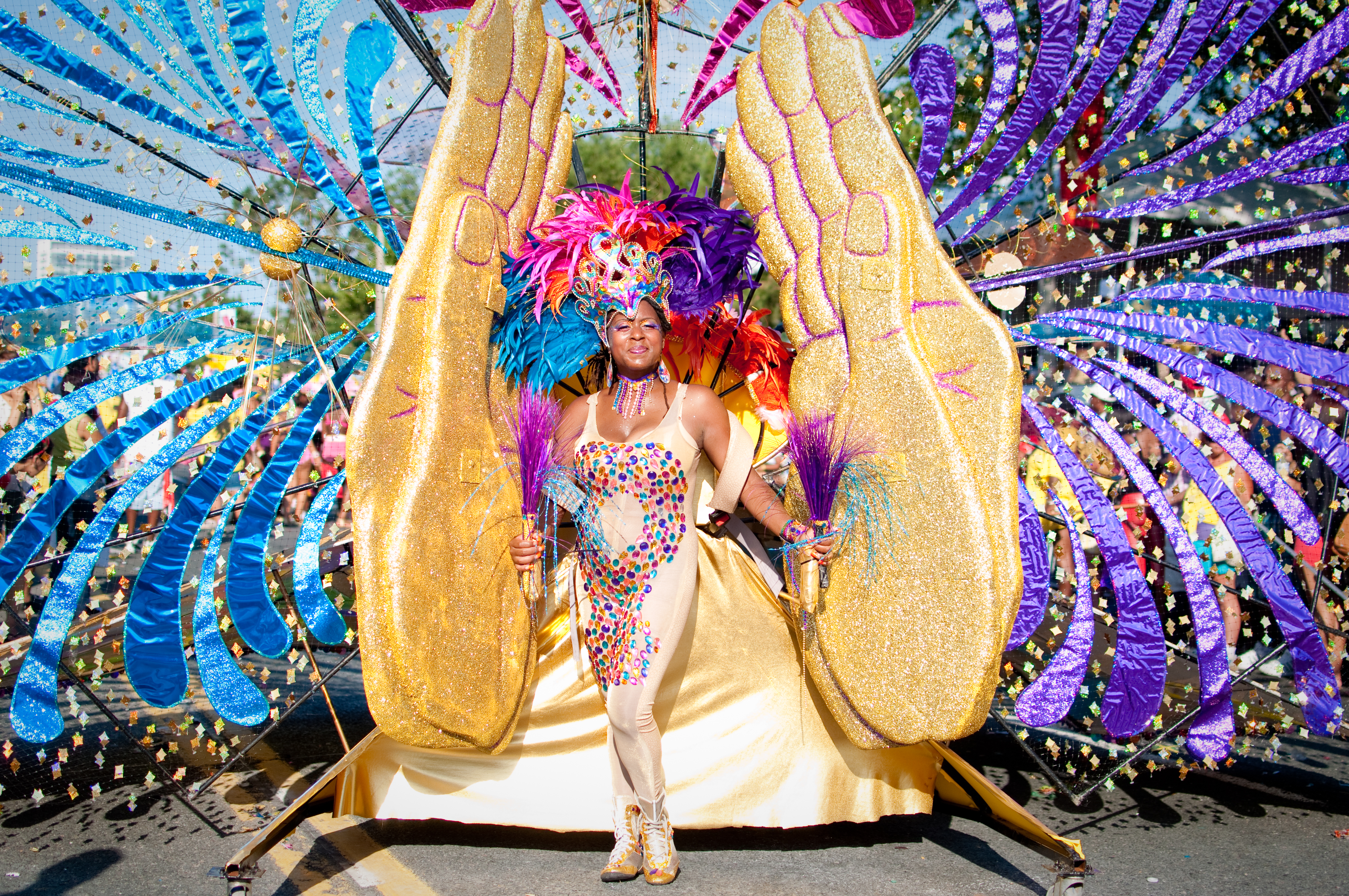
2011